# Ахмад II бин Рашид аль-Муалла
Шейх Ахмад II бин Рашид Аль-Муалла (1911 — 21 февраля 1981) — 9-й правитель эмирата Умм-эль-Кайвайна (9 февраля 1929 — 21 февраля 1981).

## Биография
Сын Рашида II бин Ахмада аль-Муаллы, правителя Умм-эль-Кайвайна (1904—1922), и младший брат Абдаллы II бин Рашида аль-Муаллы, правителя Умм-эль-Кайвайна (1922—1923). Абдалла II был убит в октябре 1923 года своими домашними рабами. Престол захватил его двоюродный брат Хамад бин Ибрагим аль-Муалла (1923—1929).
В 1929 году после убийства своего двоюродного брата, шейха Хамада бин Ибрагима, Рашид бин Ахмад аль-Муалла захватил власть в эмирате Умм-эль-Кайвайн.
В правление Ахмада бин Рашида в эмирате начали строиться современные больницы, школы и университеты, создавались государственные и муниципальные органы, органы полиции и безопасности. Строились дороги на побережье, электрические подстанции и установки для опреснения морской воды.
В 1968 году Шейх Ахмад бин Рашид Аль-Муалла назначил своим преемником и наследным принцем сына Рашида бин Ахмада аль-Муаллы. 2 декабря 1971 года кронпринц Рашид бин Ахмад подписал документ о вступлении эмирата Умм-эль-Кайвайн в состав Объединённых Арабских Эмиратов (ОАЭ).
21 февраля 1981 года Шейх Ахмад бин Рашид аль-Муалла скончался. Ему наследовал наследный принц Рашид бин Ахмад аль-Муалла (1981—2009).